# Шолар Марія Дмитрівна
Марія Дмитрівна Шолар (1924—2002) — працівник сільського господарства, голова колгоспу «Маяк» Красноокнянського району Одеської області.
Двічі Герой Соціалістичної Праці (1958, 1988).

## Біографія
Народилася в селі Маяки, нині — Окнянської селищної громади Подільського району Одеської області..
У 1944 році комсомолку Марію Шолар вибрали головою колгоспу. Їй було тоді трохи більше 20 років. І понад 50 років вона очолювала господарство, яке вивела на передові рубежі.
Член КПРС з 1947 року, неодноразово була делегатом з'їздів КПРС і КПУ і учасником XIX Всесоюзної конференції КПРС.

## Нагороди
- Двічі Герой Соціалістичної Праці (1958, 1988).
- Три ордени Леніна.
- Орден Жовтневої Революції.
- Два ордени Трудового Червоного Прапора.
- Медалі.
- Почесна грамота Кабінету Міністрів України (1998)[6].

## Пам'ять
Про Марію Дмитрівну був знятий документальний фільм: «Дорога Марії Шолар», режисер Г. Я. Шкляревський, Українська студія хроніко-документальних фільмів, 1981 рік [уточнити] .
02 вересня 2012 року на Театральну площу Одеси повернули стелу з іменами Героїв соцпраці. Серед відзначених керівник зразкового колгоспу Шолар М. Д.